# Улица Лай (Тарту)
Улица Лай (эст. Lai tänav — Широкая улица) — улица в исторической части Тарту, от набережной (Вабадузе пуйестеэ) идёт на городской холм Тоомемяги.

## История
При основании в 1938 году на улице разместилась Академия наук Эстонии. 
В советские времена, 1950—1987, — улица Мичурина.

## Достопримечательности

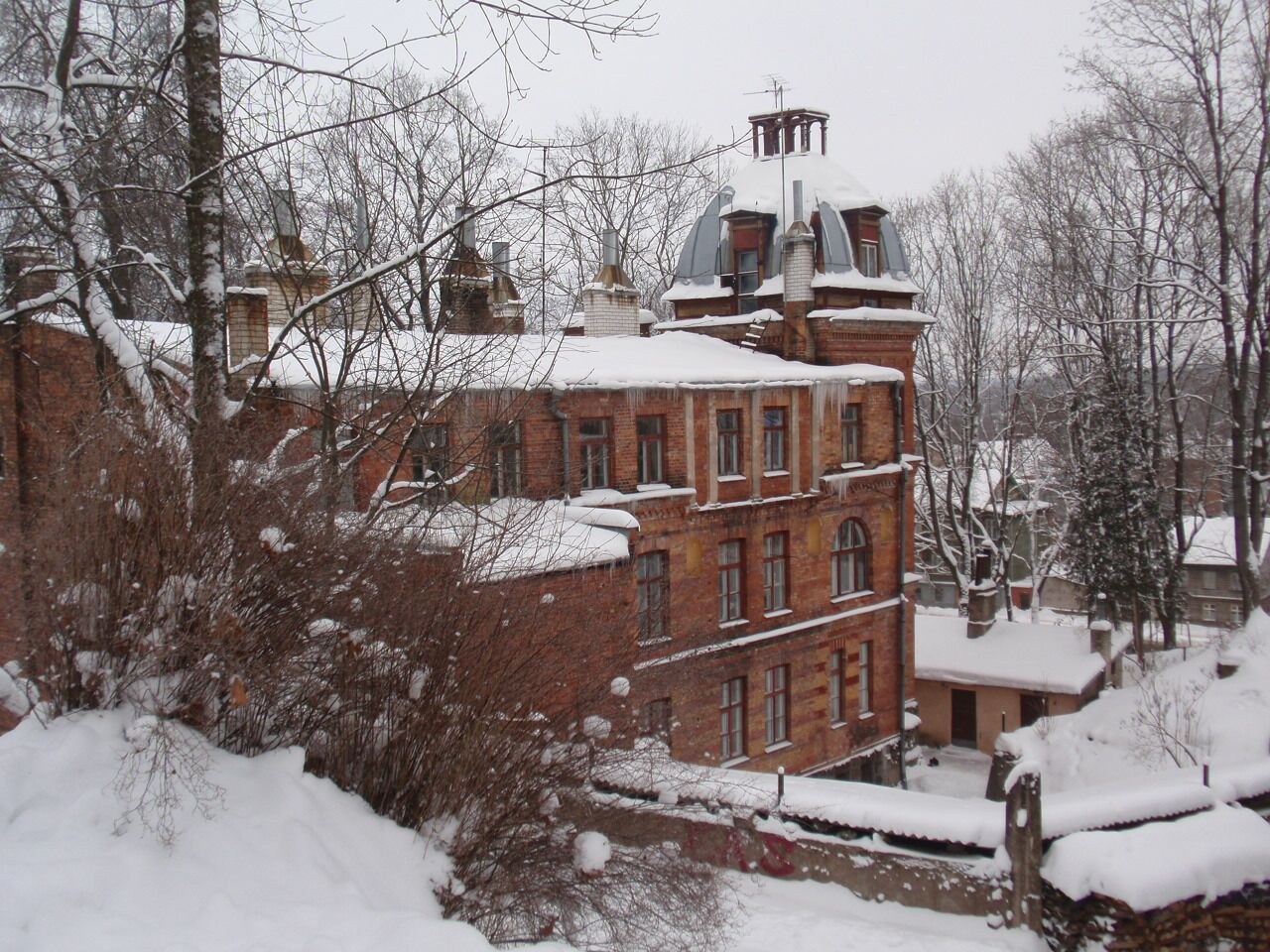
дом Адо Гренцштейна

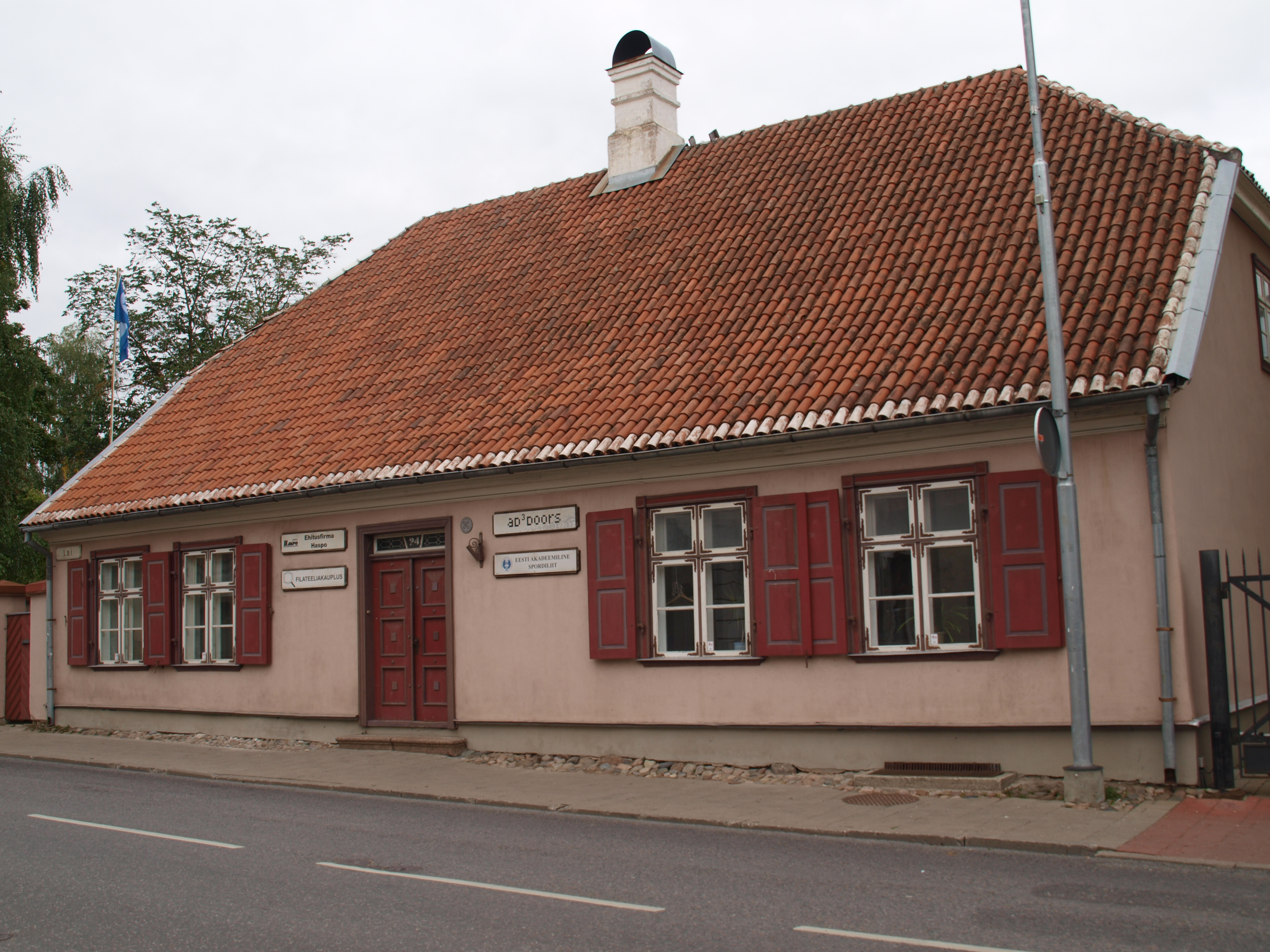
д. 24

д. 1 — известен как дом Адо Гренцштейна
д. 24 считается старейшим деревянным и старейшим жилым зданием в Тарту.
д. 38 — корпорация Вирония и Ботанический сад Тартуского университета.
В 1918—1921 годах в д. 35 жил скульптор Яан Коорт (установлен барельеф)